# Judith Hart
Constance Mary Judith Hart, baronowa Hart of South Lanark, z domu Ridehalgh (ur. 18 września 1924, zm. 8 grudnia 1991) – brytyjska polityk, członkini Partii Pracy, minister w drugim rządzie Harolda Wilsona.

## Życiorys
Wykształcenie odebrała w Clitheroe Royal Grammar School, w London School of Economics oraz na Uniwersytecie Londyńskim. W 1946 r. poślubiła Anthony’ego Bernarda Harta. Była członkiem Fabian Society oraz Association of Scientific Workers. W 1951 r. bez powodzenia startowała w wyborach do Izby Gmin w okręgu Bournemouth West. Niepowodzeniem zakończył się również start w okręgu Aberdeen South. Do parlamentu dostała się dopiero w 1959 r., wygrywając wybory w okręgu Lanark. Od 1983 r. reprezentowała okręg wyborczy Clydesdale.
W 1964 r. została parlamentarnym podsekretarzem stanu w ministerstwie ds. Szkocji. W latach 1966–1967 była ministrem stanu w departamencie ds. Wspólnoty Narodów. W latach 1967–1968 sprawowała urząd ministra zabezpieczenia socjalnego. W 1968 r. została członkiem gabinetu jako Paymaster-General. W latach 1969–1970 była ministrem ds. rozwoju zamorskiego. Ponownie sprawowała ten urząd (który wchodził już wówczas w skład Foreign Office) w latach 1974–1975 i 1977–1979.
Jako polityk opozycji Hart była mówczynią na tematy pomocy zamorskiej (1979-1980). W latach 1969–1983 była członkiem Narodowego Komitetu Wykonawczego. W latach 1980–1981 była jego wiceprzewodniczącym, a w latach 1981–1982 przewodniczącym. Od 1967 r. była członkiem Tajnej Rady. Dama Komandor Orderu Imperium Brytyjskiego. W Izbie Gmin zasiadała do 1987 r. Rok później została kreowana parem dożywotnim jako baronowa Hart of South Lanark i zasiadła w Izbie Lordów.